# Sorrento 1945
A.S. Sorrento Calcio, włoski klub sportowy mający swą siedzibę w Sorrento, Kampania. Powstał w 1945 roku.

## Sukcesy
- W sezonie 1971/1972 drużyna Sorrento Calcio grała w Serie B.
- W sezonie 2005/2006 drużyna Sorrento Calcio zdobyła puchar Serie D/I.

## Barwy Klubowe
Stroje klubowe mają barwy czerwono-czarne.

## Sezon – Rozgrywki
2005/2006 – Serie D/I (1. miejsce – awans)

2006/2007 – Serie C2/C